# Freddie Stowers
 (mars 2014).
Freddie Stowers (12 janvier 1896 – 28 septembre 1918) est un soldat américain durant la Première Guerre mondiale. Il était caporal dans la 93e division d'infanterie américaine. le 371e régiment où fut incorporé Stowers, comme les autres dans la division, a été détaché à la 157e division de l'armée française appelée la Division de la main rouge (Red Hand Division) 
La 93e division d'infanterie   composée de soldats afro-américains, a été confiée par le général Pershing à l'armée française. Elle combattit donc sous commandement français.
Freddie Stowers est le premier soldat afro-américain à avoir reçu la Medal of Honor, plus haute distinction des États-Unis, pour sa bravoure durant la Première Guerre mondiale.

## Enfance et incorporation dans l'armée

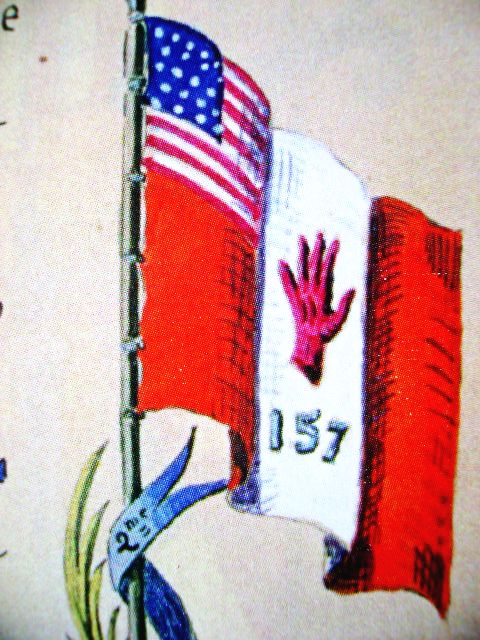
Red Hand Division du Général Mariano Goybet.

Petit-fils d'un esclave, Stowers est né à Sandy Springs, en Caroline du Sud. Avant la guerre, il travaille comme ouvrier agricole. Il a épousé une femme du nom de Pearl, avec qui il a eu une fille, Minnie Lee.
Stowers a été incorporé dans l'armée en 1917 et affecté à la compagnie C du 1er Bataillon du ségrégationiste 371e régiment d'infanterie, à l'origine partie de la 93e division d'infanterie (de couleur). Bien que son unité soit arrivée en France dans le cadre de la Force expéditionnaire américaine, le 371e régiment où fut incorporé Stowers, comme les autres dans la division, a été détaché à la 157e division de l'armée française appelée la Division de la main rouge (Red Hand Division) dans le besoin de renfort sous le commandement du général français Mariano Goybet
L'infanterie de la 157e Division d'Infanterie fut reconstituée avec le 333e régiment d'infanterie et les 371e et 372e Régiments Américains noirs (division main rouge, Red Hand).
Les Unités de Gardes nationaux, qui étaient le noyau du 372e régiment, étaient composées des plus vieux bataillons de noirs dans le pays avec des racines qui remontaient jusqu’à la guerre de Sécession. Ces troupes assuraient la défense de Washington et du Capitole. Le 371e Régiment d'infanterie, dans lequel se trouvait Freddy Stowers, était principalement issu de la conscription d'Afro-Américains de Caroline du Sud entrainés à camp Jackson situé dans ce même État.
La 157e allait occuper le secteur de la forêt d'Argonne-Vauquois cote 304, jusqu'au moment où elle fut appelée à participer avec la IVe armée à l'Offensive Meuse-Argonne.
Le général Goybet, par de violentes attaques, rompt le front ennemi devant Monthois, fait de nombreux prisonniers et s'empare d'un matériel considérable. La 157e va ensuite occuper les Vosges devant Sainte-Marie-aux-Mines.

## Faits d'armes
Tôt dans la matinée du 28 septembre 1918, la compagnie de Stowers reçut l'ordre d'assaillir la Côte 188, une haute colline fortement défendue, dominant une ferme près d'Ardeuil-et-Montfauxelles, dans les Ardennes. Au début, les défenseurs allemands offraient une résistance sans faille, bombardant les Américains avec des mortiers, les mitraillant sous un feu nourri.
La percée ne fut cependant pas arrêtée. Les Américains gagnant progressivement du terrain, les Allemands communiquèrent leur reddition par des cris et des signes de la main. Cependant, cela se révéla être une ruse et, comme la Compagnie C s'approchait des tranchées allemandes, les mitrailleuses se mirent à nouveau à tirer. En quelques minutes, les forces de la compagnie ont été réduites de moitié. Le lieutenant commandant le peloton de Stowers est descendu, suivi des officiers supérieurs. Le caporal Stowers, entraîné à diriger une section d'une escouade de fusiliers, était maintenant à la tête d'un peloton battu et démoralisé.
Stowers commença à ramper vers un nid de mitrailleuses allemandes et cria pour que ses hommes suivent. Le peloton atteignit avec succès la première tranchée allemande et réduisit le nombre de mitrailleuses par un tir en enfilade. Stowers réorganisa alors ses forces et mena une charge contre la deuxième ligne de tranchées allemandes. Au cours de cet assaut, Stowers fut frappé par une mitrailleuse ennemie, mais il continua jusqu'à ce qu'il fut frappé une deuxième fois. Perdant beaucoup de sang, il s'effondra mais ordonna à ses hommes de ne pas se décourager et de continuer à aller prendre les fusils allemands. Inspirés par le courage de Stowers, les hommes allèrent de l'avant et chassèrent avec succès les Allemands de la colline et de la plaine en-dessous. Stowers, quant à lui, succomba à ses blessures sur la Côte 188. Il est enterré, ainsi que 133 de ses camarades, au Cimetière et Mémorial américain de Meuse-Argonne à l'est de Romagne-sous-Montfaucon.

## Honneur
Pour son acte de bravoure, il fut décoré, à titre posthume, de la Medal of Honor, plus haute distinction des États-Unis. Cependant, celle-ci ne lui fut accordée qu'en 1991.

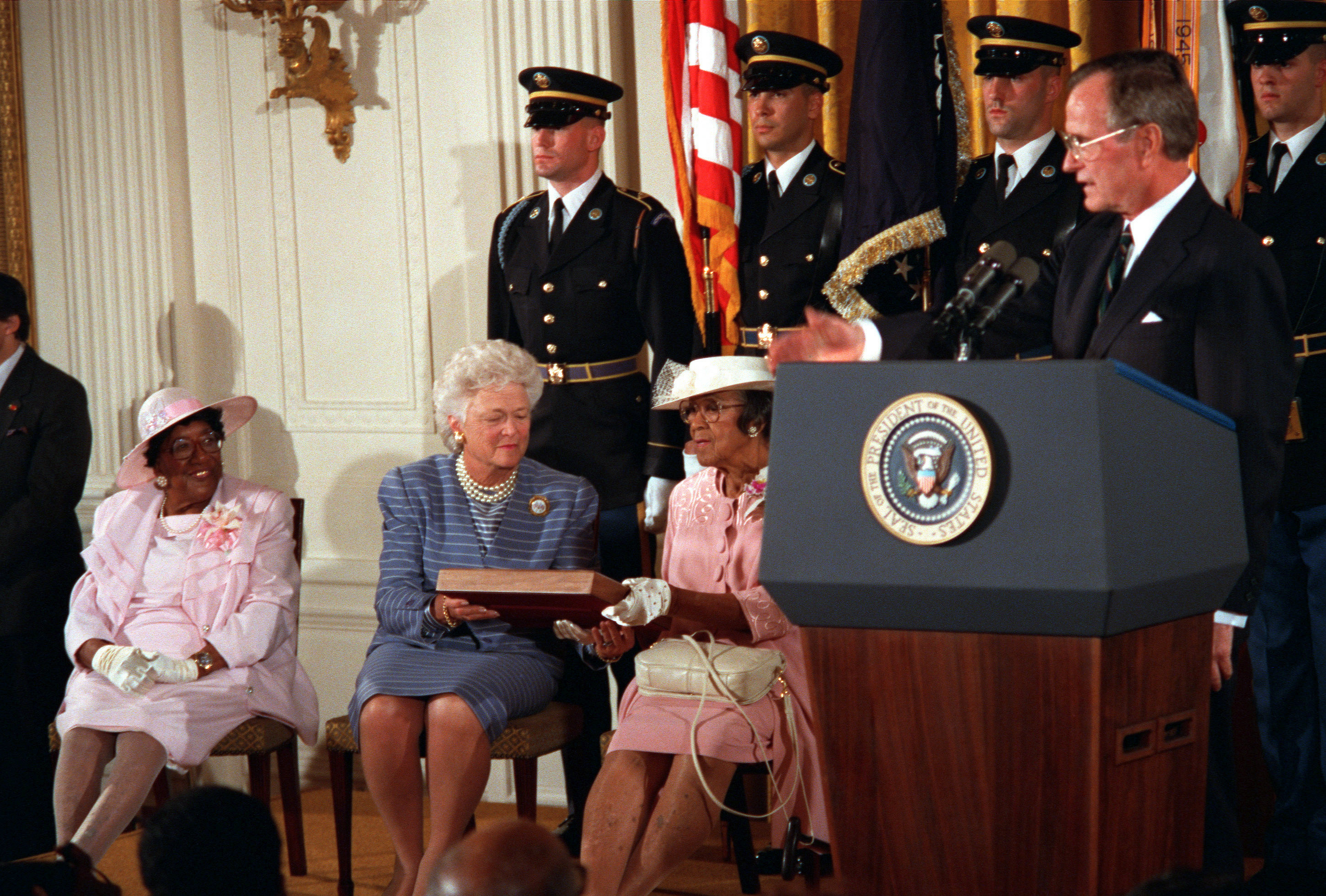
Les sœurs de Stowers, Georgina Palmer et Mary Bowens, avec Barbara Bush et le Président George H. W. Bush à la cérémonie de présentation de la médaille d'honneur.

Peu de temps après sa mort, Stowers a été recommandé pour la Medal of Honor, mais cette recommandation n'a jamais été traitée. Trois autres soldats noirs ont été recommandés pour les médailles d'honneur, mais on leur a plutôt attribué la Distinguished Service Cross. Cette décision peut avoir été en partie motivée par le racisme institutionnel mais il convient de noter que les critères pour la Médaille d'honneur sont de plus en plus stricts au cours de cette période.
Dans le cas de Stowers, la position officielle est que sa recommandation a été égarée, ce qui est plausible étant donné que les trois autres recommandations de médailles d'honneur pour les soldats noirs étaient moins abouties, même si la décision d'attribuer la Distinguished service Cross reste controversée et peut-être liée au racisme.
En 1990, à l'instigation du Congrès, le Département de l'Armée a effectué un examen et la recommandation Stowers pour la médaille d'honneur a été découverte. Par la suite, une équipe a été envoyée en France pour enquêter sur les circonstances de la mort de Stowers. Selon les renseignements recueillis par cette équipe, le Conseil des décorations de l'armée a approuvé l'attribution de la Médaille d'Honneur. Le 24 avril 1991, les sœurs survivantes de Freddie Stowers, soixante-treize ans après qu'il fut tué dans l'action, Georgina et Marie, ont reçu, au nom de celui-ci, la médaille du président George H. W. Bush à la Maison-Blanche.

## Citation pour laMedal of Honor

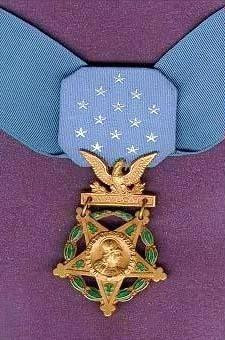
Medal of Honor (Médaille d'Honneur - américaine)

« Le caporal Stowers se distingua par son héroïsme exceptionnel le 28 septembre 1918 alors qu’il servait en tant que chef d'escouade au sein de la Compagnie C, 371e Régiment d'Infanterie, 93e Division. Sa compagnie était celle de tête pendant l'attaque de la cote 188, secteur de Champagne-Marne, France, pendant la Première Guerre mondiale. »
« Quelques minutes après le début de l'attaque, l’ennemi cessa le feu et commença à grimper sur les parapets des tranchées, à lever les bras en l’air comme s’il souhaitait se rendre. Les agissements de l'ennemi firent cesser le feu des forces américaines et les firent se mettre à découvert. Alors que la compagnie commençait à avancer et qu’elle n’était plus qu’à environ 100 mètres de la ligne de tranchées, l'ennemi sauta de nouveau dans ses tranchées et accueillit la compagnie du caporal Stowers par des tirs croisés de mitrailleuses et de mortiers causant bien plus de cinquante pour cent de pertes. »
« Confronté à une incroyable résistance ennemie, le caporal Stowers chargea, montrant un si courageux exemple de bravoure personnelle et d'aptitude au commandement qu'il en incita ses hommes à le suivre à l'attaque. C’est avec un héroïsme extraordinaire et un complet dédain du danger personnel sous un feu dévastateur qu’il rampa vers l’avant en menant son escouade vers un nid de mitrailleuse ennemi qui causait de lourdes pertes à sa compagnie. »
« Après un féroce combat, la position de la mitrailleuse fut détruite et les soldats ennemis furent tués. Montrant un grand courage et une grande intrépidité, le caporal Stowers poursuivit l'attaque contre un ennemi déterminé. Alors qu'il rampait vers l'avant et encourageait ses hommes à poursuivre l'attaque sur une deuxième ligne de tranchées, il fut gravement blessé par une rafale de mitrailleuse. »
« Bien que mortellement blessé, le caporal Stowers maintint la pression vers l’avant, encourageant les membres de son escouade, jusqu'à sa mort. Inspirée par l'héroïsme et le courage exemplaire du caporal Stowers, sa compagnie continua l'attaque à une cote incroyable, contribuant à la prise de la Cote 188 et causant de lourdes pertes à l'ennemi. »
« La remarquable bravoure du caporal Stowers, son extraordinaire héroïsme et son dévouement suprême à ses hommes furent bien au-dessus et au-delà de l'appel du devoir, suivent les plus hautes traditions du service militaire et renvoient le plus grand honneur sur lui et l'armée des États-Unis. »